# Crush : Le Club des frustrées
Pour plus de détails, voir Fiche technique et Distribution.
Crush : Le Club des frustrées (Crush) est un film germano-britannique réalisé par John McKay (en) et sorti en 2001.

## Synopsis
Kate est professeur des écoles, âgée de la quarantaine et toujours célibataire. Chaque semaine elle voit ses deux amies : Janine, commissaire de police et Molly, médecin. Un jour elle rencontre Jed, un de ses anciens élèves et finit par entamer une relation amoureuse avec lui. Mais ses deux amies restent sceptiques quant à cette relation.

## Fiche technique
- Titre original : Crush
- Titre français : Crush : Le Club des frustrées
- Réalisation : John McKay (en)
- Scénario : John McKay
- Photographie : Henry Braham
- Musique : Kevin Sargent
- Sociétés de production : Film Council, FilmFour, Industry Entertainment, Pipedream Pictures, Senator Film Produktion
- Pays de production :  Royaume-Uni,  Allemagne
- Langue : anglais
- Format : Couleurs (Technicolor) - 35 mm (Panavision) - 2,35:1 - Son Dolby Digital
- Genre : comédie
- Durée : 112 minutes
- Dates de sortie : 
  - Israël : 31 janvier 2002
  - Royaume-Uni : 7 juin 2002
  - Belgique : 7 août 2002
  - Allemagne : 5 septembre 2002
  - France : 26 novembre 2003

## Distribution

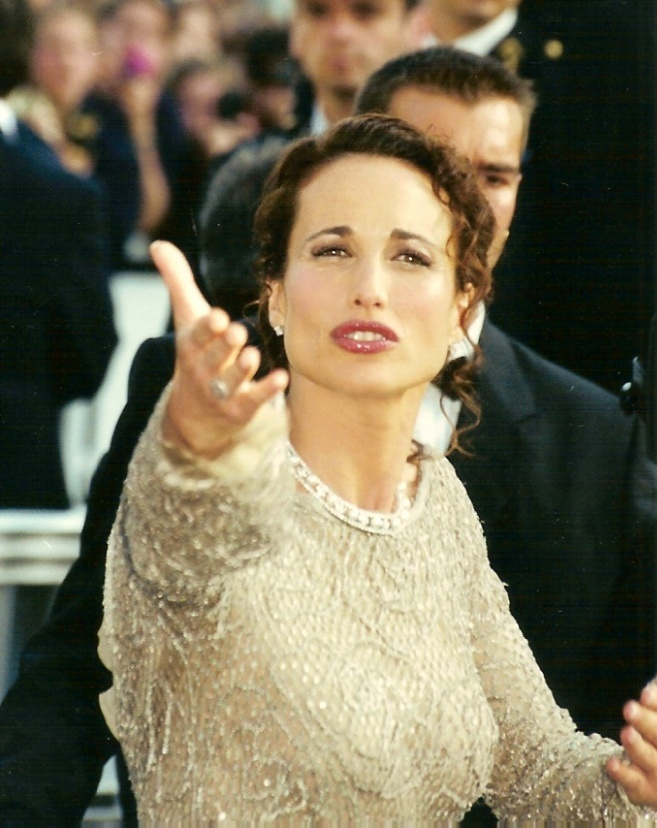
L'actrice principale Andie MacDowell au Festival de Cannes 2001, l'année de tournage du film.

- Andie MacDowell (V. F. : Odile Cohen) : Kate
- Imelda Staunton (V. F. : Dominique Lelong) : Janine
- Anna Chancellor (V. F. : Danièle Douet) : Molly
- Kenny Doughty (V. F. : Damien Boisseau) : Jed
- Jeremy Gittins : M. Horse
- Bill Paterson (V. F. : Jean-Pol Brissart) : le révérend Gerald Marsden
- Andrew Bicknell : M. Yacht
- Caroline Holdaway : Pam
- Morris Perry : Bishop
- Joe Roberts : Brendan

Source : Version française (V. F.) sur Voxofilm